# Bogdan Klich
Bogdan Adam Klich, né le 8 mai 1960 à Cracovie, est un homme politique polonais, membre de la Plate-forme civique (PO). Il est ministre de la Défense nationale de 2007 à 2011, sénateur de 2011 à 2024, puis ministre plénipotentiaire, chargé d'affaires à l'ambassade de Pologne à Washington à partir de novembre 2024.

## Biographie

### Jeunesse
Bogdan Klich s'engage en politique très jeune, dans l'opposition au gouvernement. Lorsque la loi martiale est décrétée en 1981, il est interné dans le camp de Rzeszów Załęże.
Il obtient un diplôme de médecin en 1986 et un diplôme d'histoire de l'art en 1987 à Cracovie. Il travaille ensuite comme psychiatre à l'hôpital neuropsychiatrique de Cracovie.

### Premières fonctions
Entre 1989 et 1999, Bogdan Klich est le conseiller de Jan Kułakowski, qui mène les négociations d'adhésion de la Pologne à l'Union européenne.
En 1993, il fonde l'Institut d'études stratégiques de Cracovie, dont il devient le président.
De 1999 à 2000, il est vice-ministre à la Défense nationale au sein du gouvernement Buzek. Il est responsable de la coopération avec l'OTAN.
Lors des élections législatives de septembre 2001, il est élu député à la Diète dans la circonscription de Cracovie-II. Il rejoint le parti libéral Plate-forme civique. Il est le vice-président de la commission parlementaire des Affaires étrangères et membre de la commission Défense.

### Député européen
De 2003 à 2004, Bogdan Klich est envoyé comme observateur au Parlement européen dans le cadre de la préparation de l'adhésion de la Pologne à l'Union européenne.
Aux élections européennes de juin 2004, il est élu député européen. Il rejoint le groupe parlementaire du Parti populaire européen (droite modérée).

#### Politique extérieure de l'Union européenne
Bogdan Klich siège au sein de la Commission des affaires étrangères du Parlement européen.
En avril 2005, il rédige un rapport sur la mise en place du nouveau programme de recherche européen sur la sécurité (PRES) Le rapport est favorable à ce programme ; il recommande que ses priorités soient la lutte contre le terrorisme, la protection des réseaux de transport et des installations nucléaires européennes, et le contrôle des frontières extérieures de l'Union européenne, et formule des recommandations sur les structures qui seront mises en œuvre. Il demande également que le Parlement européen soit associé aux décisions et que les coûts financiers du programme soient répartis en fonction du PIB des États membres. Le rapport est approuvé par le Parlement le 23 juin 2005.
Au cours de l'année 2007, il s'associe à plusieurs résolutions du Parlement européen concernant les relations avec la Russie. Celles-ci se félicitent de la réussite du sommet UE-Russie du 26 octobre 2007 et appellent à renforcer la coopération avec la Russie en vue d'une adhésion de celle-ci à l'Organisation mondiale du commerce (OMC). Elles se montrent cependant critiques sur la situation des droits de l'homme, ainsi que les tentatives « inadmissibles » d'ingérence dans les affaires intérieures de l'Estonie, au moyen de provocations verbales, d'orchestration de manifestations violentes à Tallinn, de cyberattaques sur les sites internet de l'administration estonienne et de perturbations des échanges économiques entre les deux pays.

#### Relations avec la Biélorussie
Bogdan Klich est élu président de la délégation du Parlement européen pour les relations avec la Biélorussie.
En janvier 2007, à l'occasion des élections locales en Biélorussie, la délégation souligne le caractère antidémocratique du régime biélorusse. Bogdan Klich condamne « le triomphe regrettable d’un régime antidémocratique et le déni du droit du peuple biélorusse à des élections honnêtes et transparentes ».
En avril 2007, la délégation condamne l'arrestation en Biélorussie d'opposants politiques qui manifestaient à l'occasion des vingt ans de la catastrophe de Tchernobyl. Bogdan Klich déclare dans un communiqué : « Nous exigeons la libération immédiate des personnes arrêtées et détenues. Cet acte des autorités biélorusses est un nouvel exemple de ce que la Biélorussie est réellement le dernier régime dictatorial en Europe, ce qui l’isole du reste du monde. Le gouvernement de la Biélorussie est entièrement responsable de telles actions contre la société civile et les leaders de l’opposition et devra faire face aux fortes réactions de la communauté internationale. »

### Ministre de la Défense polonais
Le 16 novembre 2007, Bogdan Klich est nommé ministre de la Défense nationale dans le gouvernement libéral dirigé par Donald Tusk. Il doit démissionner le 29 juillet 2011 à la suite de la publication du rapport sur l'accident de l'avion présidentiel polonais à Smolensk qui met en évidence que l'une des causes est l'impréparation des pilotes à des situations atypiques.

#### Un engagement pro-européen
Il est avec le président du Conseil des ministres, l'un des artisans du renouveau de la politique étrangère de la Pologne, qui devient moins atlantiste et se tourne vers l'Europe.
Dans une interview publiée en mai 2008, il préconise un renforcement de l'engagement européen de la Pologne en matière de sécurité : « Le nouveau gouvernement a effectivement décidé de faire évoluer sa politique de sécurité, et d’avoir davantage d’équilibre entre son pilier atlantique et son pilier européen, pour renforcer l’un comme l’autre. Nous sommes bien conscients que le pilier européen présente toujours un visage sommaire. Mais nous pensons qu’il doit être de plus en plus fort, dans le futur. Notre volonté politique est donc de s’investir pleinement dans ce renforcement et de participer aux opérations militaires. » Les troupes polonaises se retirent de la guerre d'Irak, et le ministre déclare que la Pologne est désormais volontaire pour participer à la coopération structurée permanente prévue par le traité de Lisbonne.
Dans le cadre de la professionnalisation de l'armée polonaise et du développement des échanges d'élèves officiers européens (« Erasmus militaire »), Bogdan Klich mène une réforme les écoles militaires polonaises. Les trois établissements du pays bénéficieront d'une plus grande autonomie afin de développer leur offre de formation de personnel civil. Le ministre déclare : « Seule l'interface entre militaires et civils est susceptible de permettre un développement plus rapide des installations. » L'école de l'aviation Szkoła Orląt doit également accroître son rayonnement européen en proposant de nouvelles formations et en accueillant davantage d'étudiants.

#### Scandale
En janvier 2009, Bogdan Klich est concerné par un scandale dans la presse polonaise. L'Institut d'études stratégiques qu'il a fondé et donc il avait abandonné la direction en 2007 à la suite de sa nomination au gouvernement a été repris par son épouse, et celle-ci est soupçonnée d'irrégularités financières. Bogdan Klich répond aux attaques et annonce qu'il ne présentera pas sa démission aussi longtemps qu'il sera soutenu par le président du Conseil des ministres.

#### Retrait des troupes d'Afghanistan
Le 15 juin 2010, Bogdan Klich annonce le retrait des troupes polonaises d'Afghanistan.
En novembre 2010, lors du sommet de l'OTAN à Lisbonne, il approuve le nouveau concept stratégique de l'OTAN : « Le projet de nouveau concept stratégique est conforme à nos attentes et reflète les intérêts de la Pologne. » Un mois auparavant, le 14 octobre 2010 lors de la réunion des ministres de la Défense de l'OTAN, il s'était déclaré favorable à la réforme de la structure de l'Alliance, qui prévoit la réduction du nombre de postes au sein de l'état-major de 13 000 à 9 000 personnes. Bogdan Klich déclare : « Cette réforme va permettre à l'OTAN de faire des économies, mais sans affaiblir ses capacités de défense. »

#### Démission
Il démissionne le 29 juillet 2011, à trois mois des élections législatives, à la suite de la parution du rapport d'enquête polonais sur l'accident de l'avion présidentiel à Smolensk, en 2010, qui remet en cause la formation et l'action des pilotes de l'appareil, issus de l'armée de l'air. Il est remplacé trois jours plus tard par Tomasz Siemoniak.

### Sénateur
Aux élections sénatoriales du 9 octobre 2011, il postule dans la circonscription de Cracovie-II. Il engrange 95 439 voix, soit 52,5 % des suffrages exprimés, et se voit ainsi élu au Sénat. Il est réélu en 2015 avec 71 852 suffrages, ce qui correspond à 38,04 % des exprimés. Il est réélu en 2019 (54,66 % des suffrages) et 2023 (70,90 % des suffrages).
Il est nommé en novembre 2024 à la tête de l'ambassade de Pologne aux États-Unis (en) en remplacement de Marek Magierowski (en).